# Rhizofabronia persoonii
Rhizofabronia persoonii är en bladmossart som beskrevs av Fleischer 1923. Rhizofabronia persoonii ingår i släktet Rhizofabronia och familjen Fabroniaceae. Inga underarter finns listade i Catalogue of Life.